# 若江薫子
若江 薫子（わかえ におこ、天保6年（1835年） - 明治14年（1881年）10月11日）は、幕末から明治初期の女流漢学者。尊皇運動家としても著名で、後に一条美子（後の昭憲皇太后）の学問師範（家庭教師）を務める。号は秋蘭。
杉本苑子の小説『秋蘭という女』（ISBN 978-4061852747）の主人公でもある。

## 系譜
実家の若江家は元々菅原氏出身の堂上の公家であったが、戦国時代の混乱のため絶家し、江戸時代になって徳川家光からの執奏により再興された。しかし後水尾院（後水尾天皇）の勅勘で、堂上家からは転落、以後は江戸時代末期まで伏見宮付殿上人（諸大夫の上位）を勤めた家柄であった。
更にその後も後継者たる男子に恵まれず、再興後も3、4、5、8、9代が他家から養子相続であり、薫子の父・量長も錦小路家からの養子で、薫子も3人姉妹（男兄弟は無し）の次女であった。

## 略伝
若江家の8代（再興後）当主・若江量長の次女として誕生、幼名は「文子」であったという説もある。
幼少時から学問好きの才媛として公家社会の中では有名人であったが、一方で野暮で理屈っぽい醜女として避けている人も多かったようである。早くから岩垣月洲門下生となり漢学に習熟、15、6歳のころには経史百家を完読、数年後には文天祥の著書『指南集』の釈義を書いて周囲を驚かせたと言われる。
その才女ぶりが宮中に聞こえるところとなり、慶応3年8月9日（1867年9月6日）には明治天皇女御となった一条美子（後の昭憲皇太后）の学問師範に抜擢される。この時の教育ぶりについて後に昭憲皇太后は「（薫子の）厳しい教育に泣きそうになったこともたびたびであったが、自分の学問は薫子に負うところが大であった」と回想している。
明治維新後は皇后付き女官として政治的にも絶大な発言力を誇るようになり、建白書を多く書いたことから「建白女」とあだ名されるまでに至るが、儒教に根本を置く彼女の理想は、欧米文化を重視する新政府の方針と対立することが多く、次第に新政府要人から警戒されるようになる。
明治2年（1869年）に東京奠都に反対する建白や、横井小楠を殺害した十津川郷士の助命嘆願を行い新政府の不興を買い、参内を禁じられる。更に明治5年（1872年）に父・量長が死去、急養子に迎えられた範忠（平松時門四男）との不仲のため、遂に家を追われる。その後は門弟を頼りに西国を転々とし、滞在先で婦道を講義する流浪の生涯を送り、1881年（明治14年）、滞在先の香川県丸亀にて死去。墓所は玄要寺（丸亀市）・西園寺（京都市）。
1928年（昭和3年）11月10日、生前の功績により正五位の位記を贈られた。

## 著書
- 『和解女四書（わげおんなししょ）』
- 『本邦烈女伝』